# Châtres (Sena i Marne)
Châtres és un municipi francès, situat al departament del Sena i Marne i a la regió d'Illa de França. L'any 2007 tenia 575 habitants.
Forma part del cantó de Fontenay-Trésigny, del districte de Provins i de la Comunitat de comunes de Val Briard.

## Demografia

### Població
El 2007 la població de fet de Châtres era de 575 persones. Hi havia 205 famílies, de les quals 28 eren unipersonals (16 homes vivint sols i 12 dones vivint soles), 65 parelles sense fills, 96 parelles amb fills i 16 famílies monoparentals amb fills.
La població ha evolucionat segons el següent gràfic:
Habitants censats

### Habitatges
El 2007 hi havia 219 habitatges, 204 eren l'habitatge principal de la família, 10 eren segones residències i 4 estaven desocupats. 215 eren cases i 4 eren apartaments. Dels 204 habitatges principals, 190 estaven ocupats pels seus propietaris, 9 estaven llogats i ocupats pels llogaters i 5 estaven cedits a títol gratuït; 5 tenien dues cambres, 14 en tenien tres, 36 en tenien quatre i 149 en tenien cinc o més. 185 habitatges disposaven pel capbaix d'una plaça de pàrquing. A 67 habitatges hi havia un automòbil i a 130 n'hi havia dos o més.

### Piràmide de població
La piràmide de població per edats i sexe el 2009 era:
| Homes | Edats   | Dones |
| ----- | ------- | ----- |
| 0     | 95 o +  | 0     |
| 0     | 90 a 94 | 0     |
| 0     | 85 a 89 | 0     |
| 0     | 80 a 84 | 4     |
| 0     | 75 a 79 | 0     |
| 0     | 70 a 74 | 4     |
| 4     | 65 a 69 | 8     |
| 24    | 60 a 64 | 4     |
| 16    | 55 a 59 | 20    |
| 24    | 50 a 54 | 12    |
| 24    | 45 a 49 | 20    |
| 20    | 40 a 44 | 40    |
| 36    | 35 a 39 | 32    |
| 12    | 30 a 34 | 16    |
| 16    | 25 a 29 | 16    |
| 12    | 20 a 24 | 8     |
| 24    | 15 a 19 | 48    |
| 32    | 10 a 14 | 36    |
| 20    | 5 a 9   | 16    |
| 24    | 0 a 4   | 20    |

## Economia
El 2007 la població en edat de treballar era de 414 persones, 309 eren actives i 105 eren inactives. De les 309 persones actives 296 estaven ocupades (155 homes i 141 dones) i 13 estaven aturades (7 homes i 6 dones). De les 105 persones inactives 44 estaven jubilades, 39 estaven estudiant i 22 estaven classificades com a «altres inactius».

### Ingressos
El 2009 a Châtres hi havia 221 unitats fiscals que integraven 645 persones, la mediana anual d'ingressos fiscals per persona era de 25.214 €.

### Activitats econòmiques
Dels 22 establiments que hi havia el 2007, 1 era d'una empresa de fabricació de material elèctric, 5 d'empreses de construcció, 6 d'empreses de comerç i reparació d'automòbils, 6 d'empreses de transport, 1 d'una empresa d'hostatgeria i restauració, 1 d'una empresa immobiliària, 1 d'una empresa de serveis i 1 d'una empresa classificada com a «altres activitats de serveis».
Dels 6 establiments de servei als particulars que hi havia el 2009, 1 era un paleta, 2 fusteries, 2 lampisteries i 1 agència de treball temporal.
L'únic establiment comercial que hi havia el 2009 era una gran superfície de material de bricolatge.
L'any 2000 a Châtres hi havia 7 explotacions agrícoles.

## Equipaments sanitaris i escolars
El 2009 hi havia una escola elemental.

## Poblacions més properes
El següent diagrama mostra les poblacions més properes.